# Marie von Ebner-Eschenbach
Marie von Ebner-Eschenbach, född grevinna Dubsky den 13 september 1830 på slottet Zdislawitz nära nuvarande Kroměříž i Mähren, död 12 mars 1916 i Wien, var en österrikisk baronessa och författare, gift 1848 med kaptenen Moritz von Ebner-Eschenbach (död 1898 som fältmarskalklöjtnant). 
Hennes debut inträffade 1860, då hon utgav Maria Stuart in Schottland, ett skådespel i Schillers anda, varpå följde dramat Marie Roland (1867) med flera skådespel, bland annat Doktor Ritter (1869), en vacker hyllning till Schillers minne. På scenen vann hon likväl ingen större framgång och vände sig småningom till berättelsen och romanen, vilka sedan utgjorde den övervägande delen av hennes alstring. Denna blev under 1880- och 1890-talen både rikare än förut och vann mera erkännande. På sin sjuttioårsdag mottog hon en allmän hyllning och kreerades då till hedersdoktor vid Wiens universitet. 
Marie von Ebner-Eschenbach representerade jämte Paul Heyse med flera en äldre litterär riktning än den naturalistiska. Hon var, sade Richard Moritz Meyer, framför allt uppfostrarinna, även om hennes tendens är vida mer poetisk än de flestas i det att hon agiterar med idealistiska syften. Hennes figurer är fast och klart tecknade, ofta i en älskvärd humoristisk ton, oftare med lyrisk glans. Litterär satir och skildringar från land och stad i hennes hemort är två av de motivkretsar, där hon hämtat sina viktigaste ämnen. Hennes stil är åskådlig och rik. 
Av hennes arbeten kan nämnas sagan Die Prinzessin von Banalien (1872; nytryck 1904), Erzählungen (1875; 5:e upplagan 1905), Bozena (1876; 7:e upplagan 1906), Neue Erzählungen (1881; 4:e upplagan 1904), Dorf- und Schlossgeschichten (1883; 7:e upplagan 1906; ny följd 1886, 4:e upplagan 1905), Zwei Komtessen (1885; 7:e upplagan 1904), Das Gemeindekind (1887; 9:e upplagan 1904), av många ansett för hennes främsta verk, Miterlebtes (1889; 3:e upplagan 1897), Unsühnbar (1890; 7:e upplagan 1905), Glaubenslos? (1893; 3:e upplagan 1903), Rittmeister Brand. Bertram Vogelweid (1896; 3:e upplagan 1905), Alte Schule (1897), Aus Spätherbsttagen (1901; 2:a upplagan 1902) och Die unbesiegbare Macht (1905; 2:a upplagan 1906). 
Dessutom offentliggjorde hon ett band mycket berömda Aphorismen (1880; 5:e upplagan 1901) samt Parabeln, Märchen und Gedichte (1892). Av hennes Gesammelte Schriften utgavs 1893-94 6 band (ny upplaga 1905) och 1901-05 3 band. Hennes sista verk var Altweibersommer (1909), Genrebilder (1910), Stille Welt (1915) och Erinnerungen an Grillparzer (1916). Till svenska tolkades "Två grefvinnor. Baronerna von Gemperlein. Krambambuli", 1896, och "Lotti", 1901.